# Arnold Schaefer

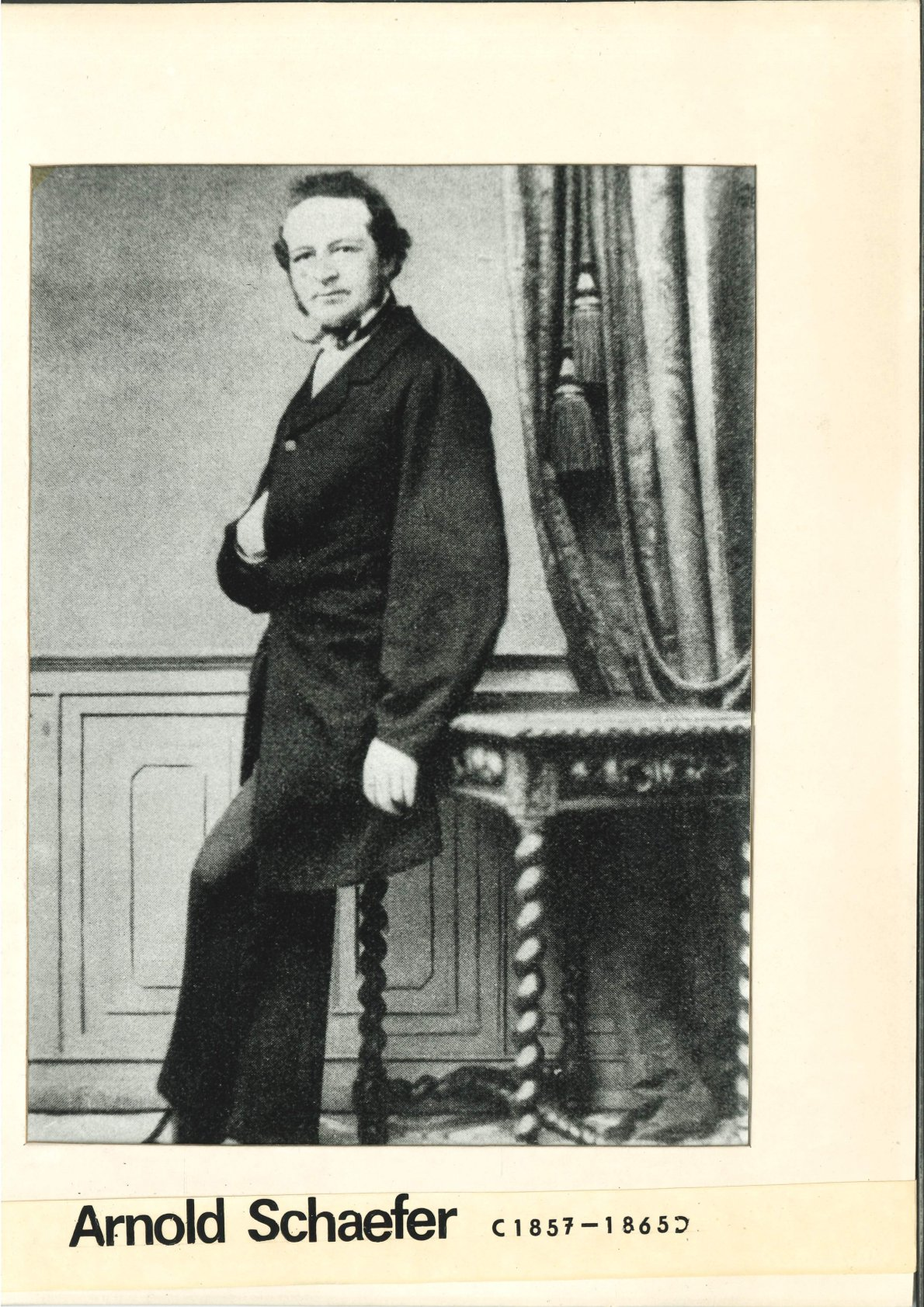
Arnold Schaefer

Arnold Dietrich Schaefer (* 16. Oktober 1819 in Seehausen, heute zu Bremen; † 19. November 1883 in Bonn) war ein deutscher Althistoriker, der als Professor an den Universitäten Greifswald (1857–1865) und Bonn (1865–1883) wirkte.

## Leben
Arnold Schaefer studierte nach dem Besuch der Gelehrtenschule Bremen (1833–1838) an der Universität Leipzig Klassische Philologie und Geschichte. Zu seinen akademischen Lehrern zählten Moriz Haupt, Gottfried Hermann und Wilhelm Wachsmuth. Nach der Promotion begann Schaefer zunächst ein althochdeutsches Habilitationsprojekt, angeregt durch Moriz Haupt. Durch ein günstiges Stellenangebot des Geheimen Schulrats Karl Justus Blochmann wandte er sich jedoch dem Schulamt zu und ging als Lehrer der Alten Sprachen und der Geschichte an das Vitzthumsche Gymnasium zu Dresden. Bereits in dieser Zeit trat Schaefer durch zahlreiche Publikationen hervor, darunter das Schulprogramm Commentatio de libro vitarum decem oratorum (Dresden 1844) und Geschichtstabellen zum Auswendiglernen (Leipzig 1847), ein praktisches Handbuch für Schüler. Das Werk enthält wichtige Daten der Weltgeschichte vom Altertum bis zur Gegenwart, die in drei Kurse geteilt sind: Allgemeine Geschichte, epochale Geschichte und Kulturgeschichte. Bis 1888 erschienen 17 aktualisierte Neuauflagen, die letzten zwei (1885 und 1888) wurden von Schaefers Kollegen Julius Asbach besorgt. Zum 15. Oktober 1851 wechselte Schaefer als Gymnasialprofessor an die königlich sächsische Landesschule in Grimma. Hier stellte er die ersten zwei Bände seines dreibändigen Werkes Demosthenes und seine Zeit (Leipzig 1856–1858) fertig, an dem er zehn Jahre lang gearbeitet hatte. Seine Abschiedsrede an der Schule hielt er über die Kranzrede des Demosthenes.
Am 30. November 1857 folgte Schaefer einem Ruf an die Universität Greifswald als ordentlicher Professor der Geschichte. In seinen Vorlesungen und Seminarveranstaltungen, für die er 1863 das Historische Seminar begründete, behandelte Schaefer alle Epochen und Felder der Geschichte (vorrangig las er Römische Geschichte und die Neuere Geschichte Preußens). Er stand mit Kollegen verschiedener Fächer in freundschaftlicher Verbindung, darunter der Kameralist Eduard Baumstark, der Archäologe Adolf Michaelis und die Philologen Martin Hertz, Georg Friedrich Schömann und Hermann Usener. Einen Ruf an die Universität Königsberg, der 1863 nach Wilhelm von Giesebrechts Weggang an Schaefer ergangen war, lehnte er ab. Zum Sommersemester 1865 wurde Schaefer an die Universität Bonn versetzt, wo er bis zu seinem Tode den Lehrstuhl für Geschichte, insbesondere Alte Geschichte am gleichzeitig gegründeten Historischen Seminar innehatte. Er war der erste Geschichtsprofessor, der sein Fach unabhängig vom Philologischen Seminar lehrte. Im akademischen Jahr 1871/72 bekleidete Schaefer das Rektorat der Universität.
In Bonn setzte Schaefer seine Vorlesungen aus Greifswald fort. Wie dort bildete die griechische und römische Quellenkunde einen wichtigen Teil seiner Lehre, so dass er schließlich 1867 als Grundlage seiner Vorlesung einen Abriß der Quellenkunde der griechischen Geschichte bis auf Polybios veröffentlichte. Eine zweite Abteilung des Werks veröffentlichte er kurz vor seinem Tod unter dem Titel Abriß der Quellenkunde der griechischen und römischen Geschichte (Leipzig 1883). Sein Nachfolger Heinrich Nissen gab dieses Werk 1885 in einer zweiten Auflage heraus, die 1967 nachgedruckt wurde.
Schon aus Greifswald rührte seine intensive Beschäftigung mit der preußischen Geschichte her. In seiner Bonner Zeit veröffentlichte er die Geschichte des siebenjährigen Kriegs in drei Bänden (Berlin 1867–1874). Das Werk wurde von der inländischen wie ausländischen Presse für seine neuartige Darstellung der Vorgänge gelobt. Kurz nach der Fertigstellung des letzten Bandes unternahm Schaefer eine ausgedehnte Bildungsreise durch Griechenland, Kleinasien, Syrien und Italien. 1879 besuchte er das Fest zum fünfzigjährigen Stiftungsjubiläum des Deutschen Archäologischen Instituts in Rom, 1880 bereiste er die Peloponnes und insbesondere Olympia. Auf der Rückreise zog er sich ein schweres Rheumaleiden zu, von dem er sich auf Kurreisen erholte. Wenige Wochen nach der Rückkehr von einem Kuraufenthalt erlag Schaefer am 19. November 1883 mitten in der Arbeit überraschend einem Schlaganfall. Sein Grab liegt auf dem Alten Friedhof in Bonn.
In seinen letzten Lebensjahren bereitete Schaefer auch eine Neuauflage seines Demosthenes-Werks vor, die er nach zahlreichen Papyrusfunden und Emendationen in den vergangenen dreißig Jahren auf den neusten Stand stellte. Sie erschien kurz nach seinem Tod in drei Bänden (Leipzig 1885–1887), vollendet von Max Hoffmann.
Seine Witwe Eugenie Schaefer geb. Großmann (eine Tochter des Theologen Christian Gottlob Großmann) gründete 1894 mit 100.000 Mark die „Arnold-Schäfer-Stiftung“, aus deren Mitteln bis heute Studenten und junge Wissenschaftler an der Universität Bonn gefördert werden.

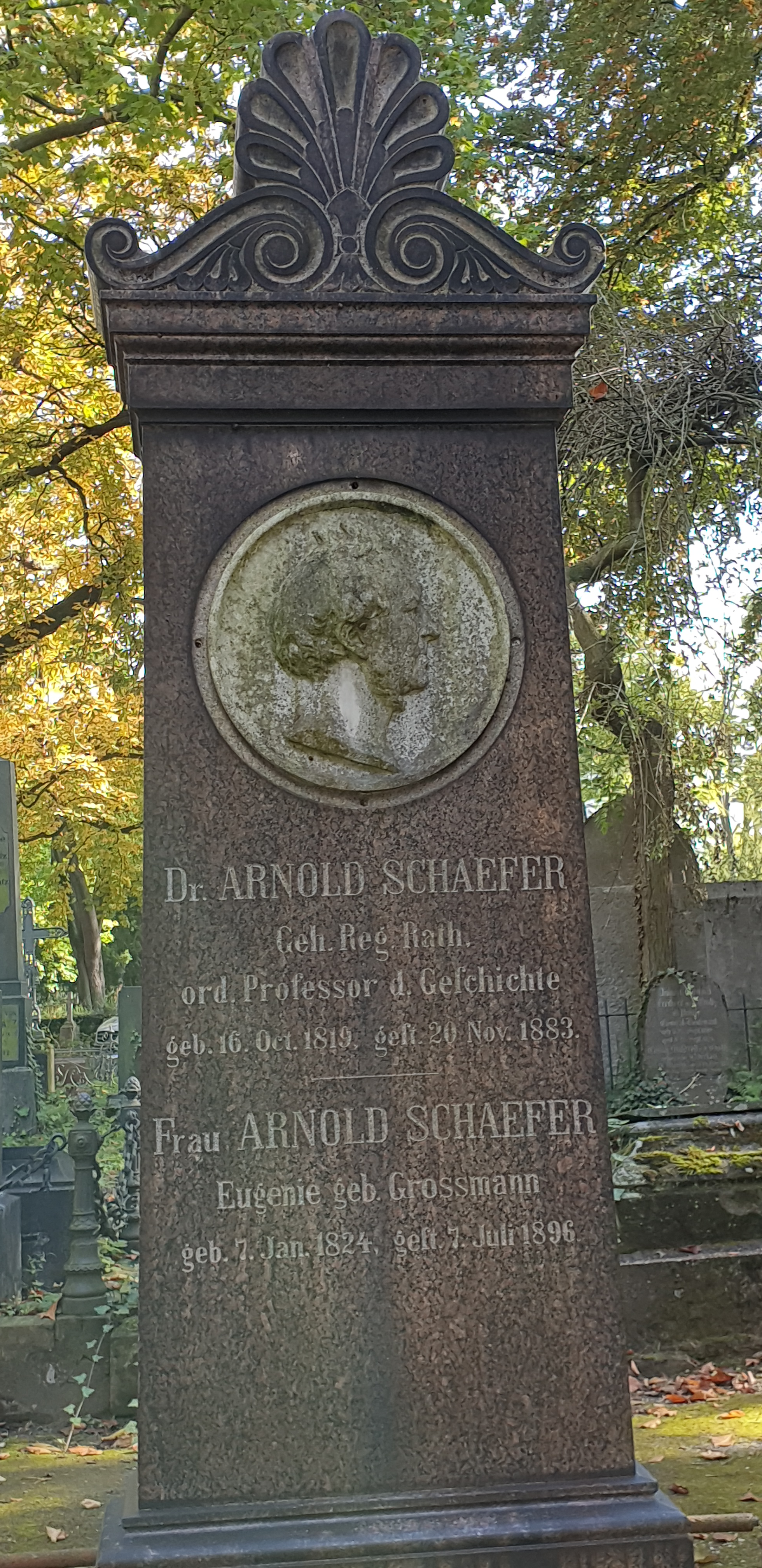
Grabstein von Arnold Schaefer

## Schriften (Auswahl)
- Commentatio de libro vitarum decem oratorum. Schulprogramm. Dresden 1844 (Digitalisat).
- Demosthenes und seine Zeit. 3 Bände. Leipzig 1856–1858 [2., revidierte Auflage, Leipzig 1885–1887; Nachdruck: Hildesheim 1966; CD-ROM-Ausgabe: Duehrkohp und Radicke, Göttingen 2001. ISBN 3-89744-021-0] (Digitalisat).
- De ephoris Lacedaemoniis. Leipzig 1863 (Digitalisat).
- Disputatio de rerum post bellum Persicum usque ad tricennale foedus in Graecia gestarum temporibus. Bonn 1865 (Digitalisat).
- Geschichte des Siebenjährigen Krieges. 3 Bände. Berlin 1867–1874 (Digitalisate).
- Geschichtstabellen zum Auswendiglernen. 15. Aufl. Arnoldi, Leipzig 1880 (Digitalisat).